# 濮良至
濮良至（？—？），字青荪，斋名古度斋，江苏溧水人，中华民国政治人物。

## 生平
濮良至是家族里的长房长孙。早年为清朝附贡。曾上山东大学堂。後来至中国东北任官。历任东三省官银号监理，吉林黑龙江国税厅筹备处处长。《政府公拫》一九一四年二月七日准濮良至应否来京觐见转呈袁世凯文（一九一四年二月四日）为呈请事：据吉林国税厅筹备处处长濮良至电呈：“顷奉任命，应否觐见，请示遵。”等语……。
1914年11月14日，濮良至任江西财政厅长。1929年任奉天省义县县长，任内主持编修《义县志》，并在当地成立溧凌诗社。濮良至筹资将溧凌诗社的作品结集出版为《溧凌诗社唱和第一集》，其中也收有濮良至的多篇作品，例如其中他有诗描写1930年清明节前三日率义县官绅踏勘大凌河北岸旧河道：“去年洪水灌危城，河伯无灵苦众生。自古白狼征戍地，乡愁闺怨杂边声。出城不为踏青来，舟楫谁称济世才。满目尘沙两鼻土，只因勘罢河工回。”
1930年8月，濮良至调任绥中县县长。当时这里刚遭大水灾，濮良至救济灾民，获张学良肯定。任内，濮良至结交地方文人，并写下多首旧体诗。
1931年春，濮良至调至热河省任职。九一八事变后，濮良至辞官迁居北平。1940年5月4日起，代理华北政务委员会财政总署参事。1943年3月3日起，代理华北政务委员会统税总局局长。1945年3月26日，华北政务委员会派窦以锐、濮良至、吴季光、吕正谊、段言田为北京电车股份有限公司官股董事，并指定窦以锐任经理，均属於专任职务。第二次国共内战时期，儿子苏民参加中国共产党，濮良至未加干涉。
中华人民共和国成立后，1951年7月，居住在北京市西城区西四宫门口某宅院的濮良至以一名普通军属的身份致信毛泽东，祝贺中国共产党成立三十周年，当时《人民日报》对此事有报道。

## 著作
- 《古度斋诗草》

## 家庭
- 曾祖：濮瑗，清朝道光年间进士
- 祖父：濮文暹（濮青士），与弟弟濮文昶是清朝同治年间同榜进士。
- 父：濮贤恪
- 女儿：苏亭
  - 女婿：李耕涛，原天津市市长
- 三子：濮思源
- 六子：苏民（原名濮思洵）
  - 儿媳：贾铨
  - 孙子：濮存昕，苏民之子[2]